# Simpelpalpje
Het simpelpalpje (Jacksonella falconeri) is een spinnensoort in de taxonomische indeling van de hangmatspinnen (Linyphiidae).
Het dier komt uit het geslacht Jacksonella. Jacksonella falconeri werd in 1908 beschreven door Jackson.